# لي شتاينبرغ
لي شتاينبرغ (بالإنجليزية: Leigh Steinberg)‏ هو وكيل رياضي أمريكي، ولد في 27 مارس 1949 في لوس أنجلوس في الولايات المتحدة.

## وصلات خارجية
- لي شتاينبرغ على موقع قاعة كاليفورنيا للمشاهير الرياضية (الإنجليزية)
- لي شتاينبرغ على موقع IMDb (الإنجليزية)
- لي شتاينبرغ على موقع أول موفي (الإنجليزية)
- لي شتاينبرغ على موقع كينوبويسك (الروسية)